# Rui Costa (football, 2002)
Pour les articles homonymes, voir Rui Costa.
Rui Jorge Costa de Sousa, plus couramment appelé Rui Costa, né le 26 décembre 2002 au Luxembourg, est un footballeur luxembourgeois qui évolue au poste de milieu de terrain au FC Mondercange.

## Biographie

### CS Fola Esch (2020 - 2024)
Formé au CS Fola Esch, la carrière du joueur débute au sein du club en 2020.
Dès sa première saison, il remporte le titre de champion de BGL Ligue avec son club formateur.

### FC Mondercange (depuis 2024)
Après quatre années dans son club formateur, le joueur rejoint en 2024 le FC Mondercange, autre club de BGL Ligue.

## Palmarès
| CS Fola Esch (1) :            |
| ----------------------------- |
| - BGL Ligue - Champion : 2021 |